# Museo del Objeto del Objeto
El Museo del Objeto del Objeto (MODO) es un museo inaugurado en 2010 que se ha dedicado a contar historias mediante objetos que han acompañado la vida diaria en México desde hace más de 200 años.
Resguarda más de 140 mil objetos en su acervo. Se encuentra ubicado en una vieja casa Art Nouveau, en la porfiriana colonia Roma de la Ciudad de México.

## Organización

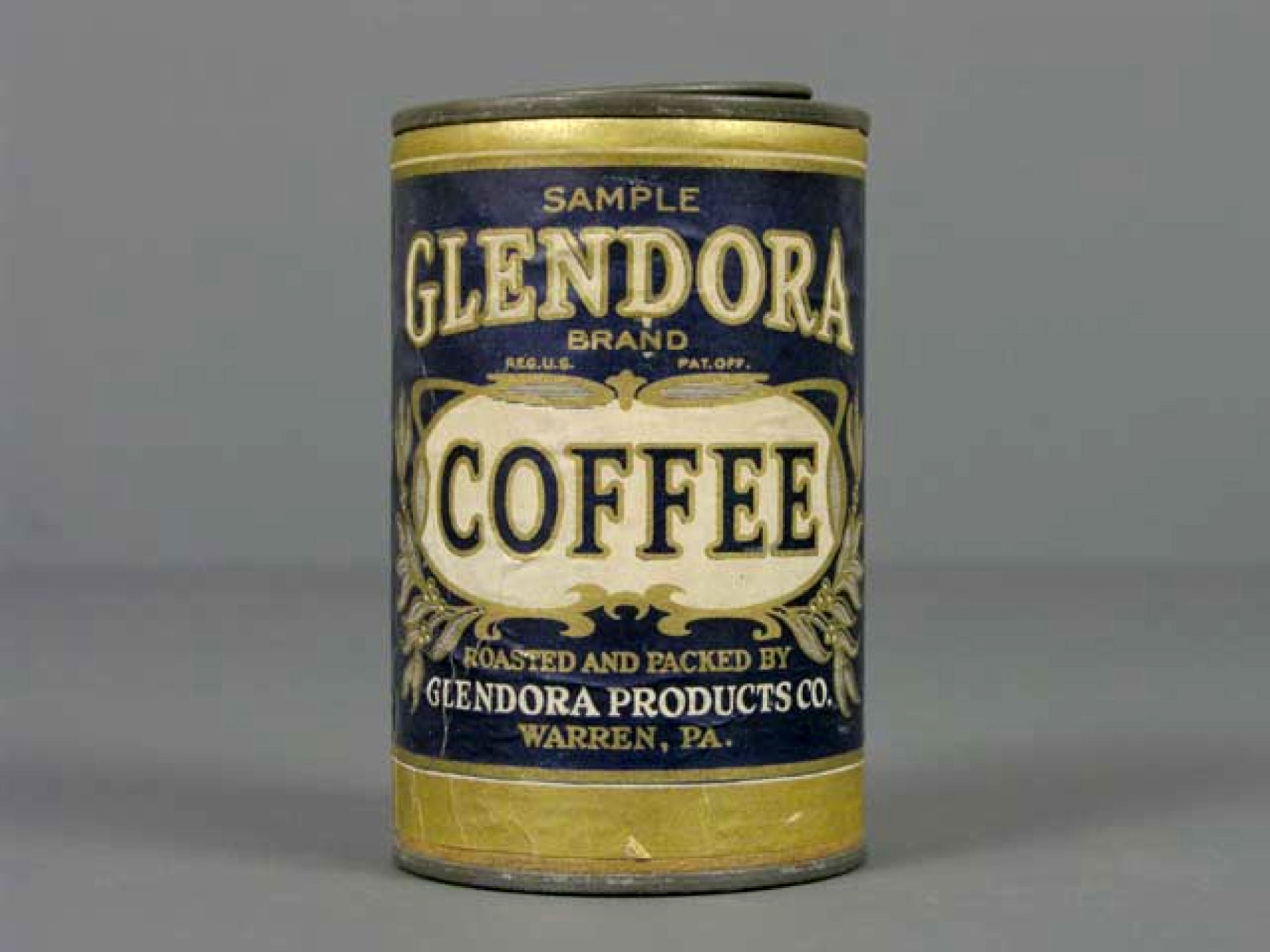
Lata de café de la colección

El Museo del Objeto del Objeto (MODO) forma parte de una arraigada tradición de coleccionistas en la Ciudad de México, que donan sus colecciones con el fin de expandir museos a lo largo del país. Coleccionistas de arte han estado detrás de los orígenes de grandes museos, como el Museo Soumaya, el Museo Franz Mayer y el Museo del Juguete, entre otros.  El museo fue fundado por Bruno Newman, un coleccionista, fundador y director de Zimat Consultores en la Ciudad de México. El museo se estableció en una casa antigua que fue remodelada y adaptada para el museo.
La colección de Newman forma la base de la misión de esta fundación, la cual es fomentar el desarrollo y promoción de la comunicación y el diseño en México. El MODO es considerado el primero en su clase, y muchos de sus objetos especiales que no se exponen en otros museos del país. Éste se concentra en el análisis de su colección y objetos similares que usan los principios del diseño y la comunicación, así como el uso de nuevas tecnologías.
El museo también está dirigido al apoyo del coleccionismo como un pasatiempo, y promueve una estructura formal y el estudio de los objetos coleccionados. Una razón por la cual el museo fomenta el coleccionismo es que muy a menudo los artículos relacionados con el diseño y la comunicación son desechados como basura, tales como los tenis de 1980 y las patinetas de 1970.
Los esfuerzos para establecer el museo comenzaron en el 2004, con el inventario, catalogación y toma de fotos de cada una de las piezas permitiendo tener acceso a las piezas electrónicamente. El primer proceso de catalogación y clasificación estuvo dirigido por la artista María Alós. El museo fue inaugurado en septiembre de 2010. Su apertura atrajo a diplomáticos internacionales  ya que la colección de museos contiene objetos de varios países de Rusia, Guatemala, Haití, Eslovenia, etc.
La conservadora del museo y crítica de arte Ana Elena Mallet trabaja con entidades tales como El Palacio de Hierro, el Corredor Cultural Roma-Condesa y la Galería Mexicana de Diseño, y en la publicación Design Week. La Gunilla Editores es la rama encargada de la publicidad de la organización MODO. Ésta se dedica a la investigación y publicación de materiales relacionados con el diseño y las comunicaciones. Gran parte de su trabajo complementa la producción de libros y revistas tanto impresos como electrónicos dentro del museo. Entre sus primeros ocho libros se encuentran Mexténcil, Calcomanías, BlackBook México y Arte Urbe, el cual habla del grafiti en México como modo de comunicación. Recorrido con Recordaciones y Encuentros con Conocidos son guías de algunas partes de México y su capital.
La tienda de regalos MODO promueve en su mayoría la distribución del trabajo de jóvenes diseñadores. Otra línea de productos es la que se basa en las exhibiciones tanto permanentes como temporales del museo.
El museo también ofrece talleres, seminarios, conferencias y otras actividades pensadas para promover el diseño y la comunicación.

## Exhibición permanente

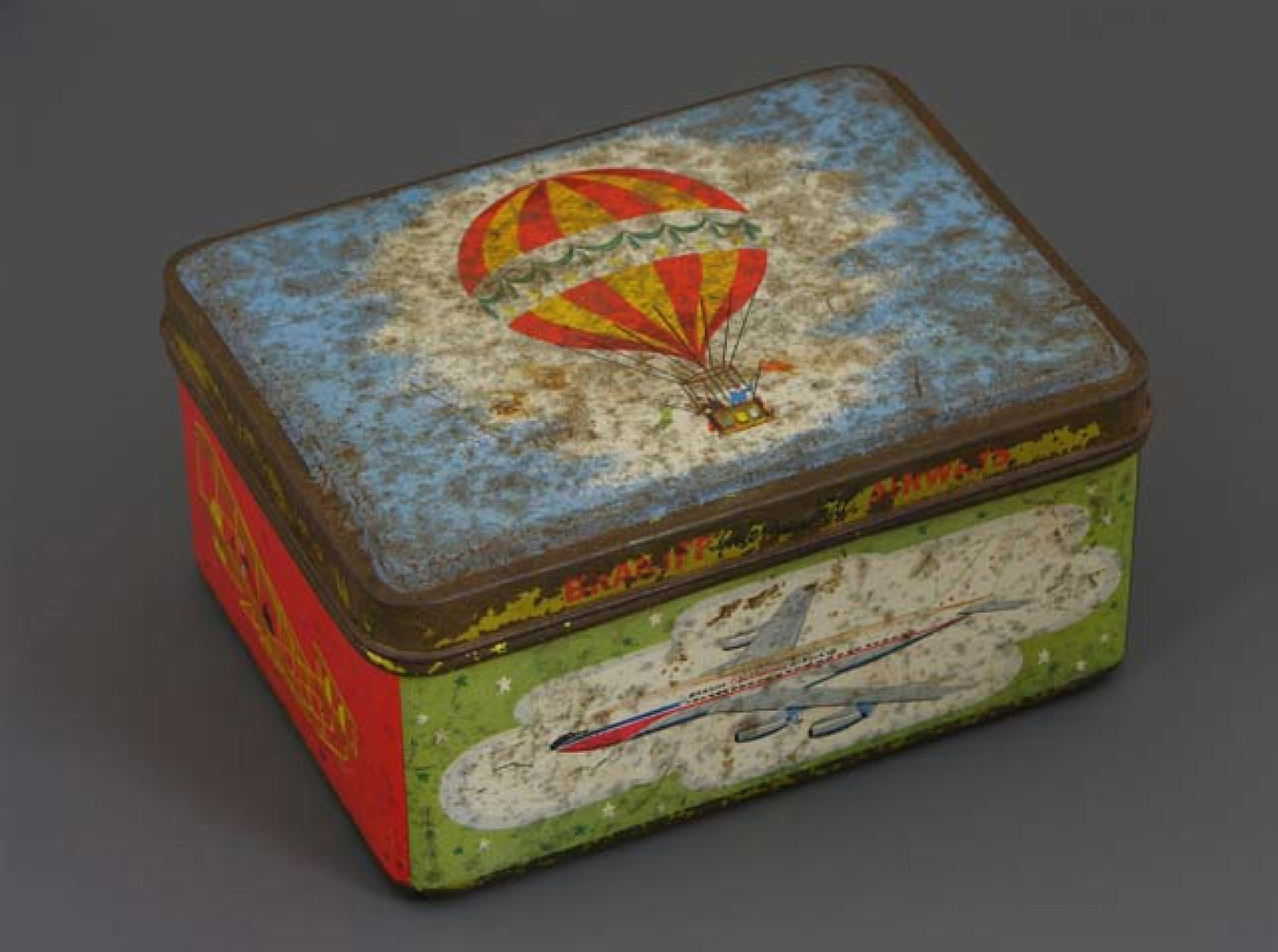
Caja de metal de la marca Braniff

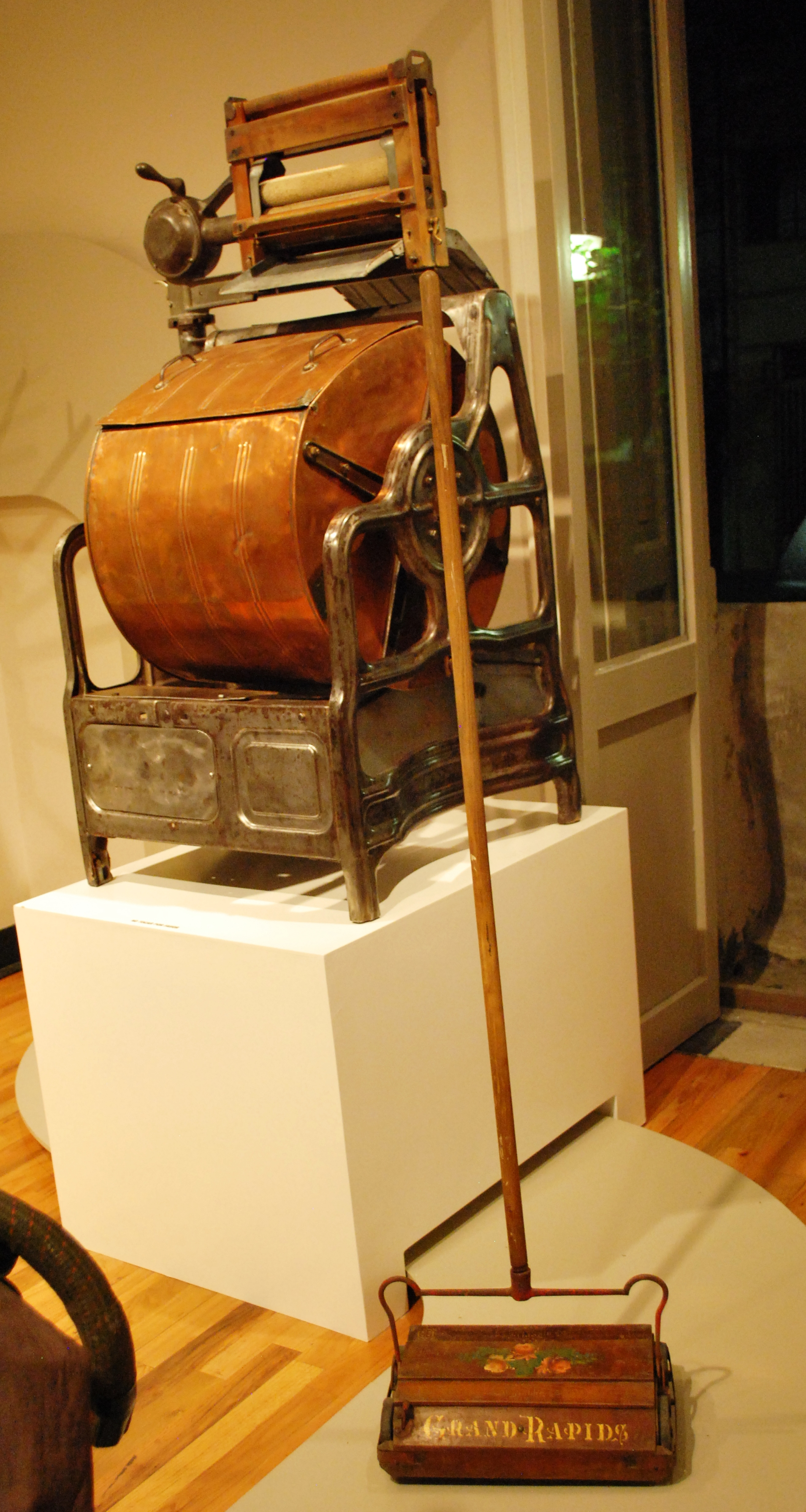
Lavadora y barredora de la colección permanente

La colección permanente del museo se basa en la colección privada de Bruno Newman, acumulada a lo largo de cuarenta años. Newman comenzó a coleccionar a la edad de 13 años comprando en el  Mercado de La Lagunilla cinco neceseres de su agrado. Fascinado por la colección de estampillas de su tío de la marca Pompei hechos en 1910 en Francia. Esto representó sus primeros conocimientos sobre otros países.  Newman se dio cuenta de que la gente que visitaba su casa se sentía atraída por su colección así que siguió juntando cosas como útiles para rasurar o anuncios que se caracterizaban por no ser queridos por la gente. Hace alrededor de diez años, Newman empezó a buscar un museo para que su colección fuese preservada y estudiada, especialmente al estar relacionada con la creación de paquetes, publicidad y las artes gráficas. La colección permanente está dividida en seis secciones basadas en temas.
La colección consiste en más de 30.000 objetos desde 1810 hasta hoy, debido a la cantidad de objetos exhibidos hay una rotación, la primera exhibición de la colección fue una selección de 3,200 piezas dando derecho a “Nostalgia para lo ordinario”. La mayoría están relacionados con el embalaje, especialmente botellas, la publicidad y las artes gráficas. Otros objetos incluyen prensas, botellas de refrescos, utensilios, cosméticos, contenedores para alimentos, accesorios para ropa y electrodomésticos. Algunos productos notorios incluyen viejas bolsas de mandado por la cadena de supermercados Sumesa, publicidad de una cerveza de 1890 y embalaje comercial de Japón durante su ocupación por los Estados Unidos. Sin embargo, el tamaño del museo no cumple con las normas internacionales de preservación. La colección es un punto de partida para el museo que tiene como objetivo ser un centro cultural, intercambio de ideas e investigación para la comunicación y el diseño.

## Exhibiciones temporales y eventos

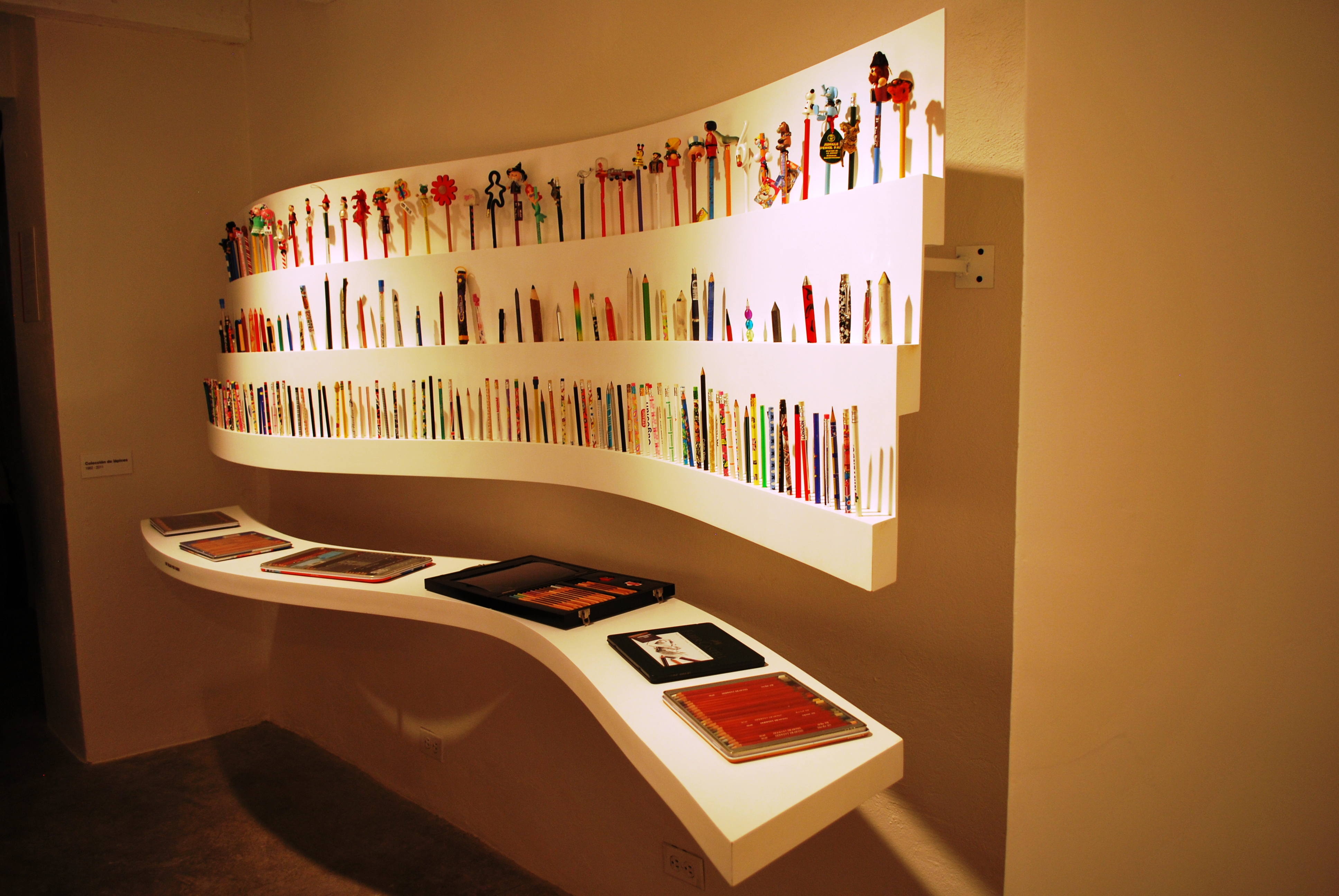
Lápices de la colección de Gonzalo Tassier

Colección de colecciones fue la primera exhibición mayor y temporal del museo tras su apertura, establecida como parte de la misión de la fundación para promover la recolección. La idea era expandir lo más valioso de la exhibición de un museo, enfocándose en lo que el museo llama "recolección urbana" acerca de casi todos los objetos, no necesariamente antiguos. La idea tras esto es que estos objetos tengan algo que decir acerca de la sociedad Mexicana. Esta colección consiste  en 7 colecciones de particulares.
El museo alberga exhibiciones temporales de artículos relacionados con su colección y propósito. Durante su apertura en 2010, hubo una exhibición de arte temporal por Carlos Aguirre llamada "Oda a la Mujer". La exhibición consistía de cinco piezas creadas de frases de una serie de cancioneros llamada Cancionero Picot. Aguirre seleccionó extractos de las letras de estos libros, los cuales se encuentran en la colección del museo e incluyen el primero de éstos publicado en 1928. Las letras seleccionadas eran clasificadas como despreciativas hacia las mujeres para mostrar misoginia.
Para el Día de San Valentín en 2011, el museo patrocinó un evento que invitaba a la gente a colgar un candado en los rieles alrededor del edificio después de grabar el nombre de su ser más querido en él. Después ellos tomaron la llave con la que lo cerraron y la pusieron en el buzón antiguo del museo tras darle un beso. La idea estuvo inspirada en las películas italianas Tre metri sopra il cielo y Ho voglia di te, donde amantes jóvenes colgaban candados similares en una lámpara de la calle y lanzaban las llaves al Río Tíber. El acto se volvió popular en partes de Europa y se podían ver los candados en varios países.
El museo ha co-patrocinado conferencias y reuniones sobre la recolección con académicos de la Universidad Nacional Autónoma de México. La exhibición total consiste en más de 500 piezas y cada colección tiene su sala propia.
La Colección de Postales de Carlos Villasana y Raúl Torres,  coleccionistas reconocidos de la Ciudad de México incluyendo fotografías de artistas como Guillermo Kahlo, Hugo Brehme y Charles B. Waite quien documentó aspectos de México de finales del siglo XIX a principios del siglo XX.
Las colecciones arregladas Pablo Romo Molina, el zapato tenis (data de los años 80) y las colecciones de patinetas (datan de los 70) fueron arregladas por el director de la revista Street Active Lifestyle. Otras colecciones incluyen robots de juguete pertenecientes a Barbara Berger, lámparas antiguas pertenecientes a Alexandre Lamaire y sombreros de 1920 a 1950. Una sala incluye un juego de artículos domésticos que eran parte de la donación original al museo por parte de Newman. En septiembre del 2011, el museo inauguró una exhibición titulada "El MODO de Tassier", basada en la colección de lápices y dibujos del diseñador gráfico Gonzalo Tassier.

## El edificio
El Museo MODO está localizado en una de las construcciones clasificadas como Art Noveau que aún permanece en la Ciudad de México. Fue construido en 1906 y fue utilizado en su tiempo por Newman como residencia. Está localizado en la calle de Colima, en la colonia Roma, al oeste del Centro Histórico de la Ciudad de México. La colonia Roma es reconocida por sus galerías de arte, restaurantes y bares.

## Candados de Amor

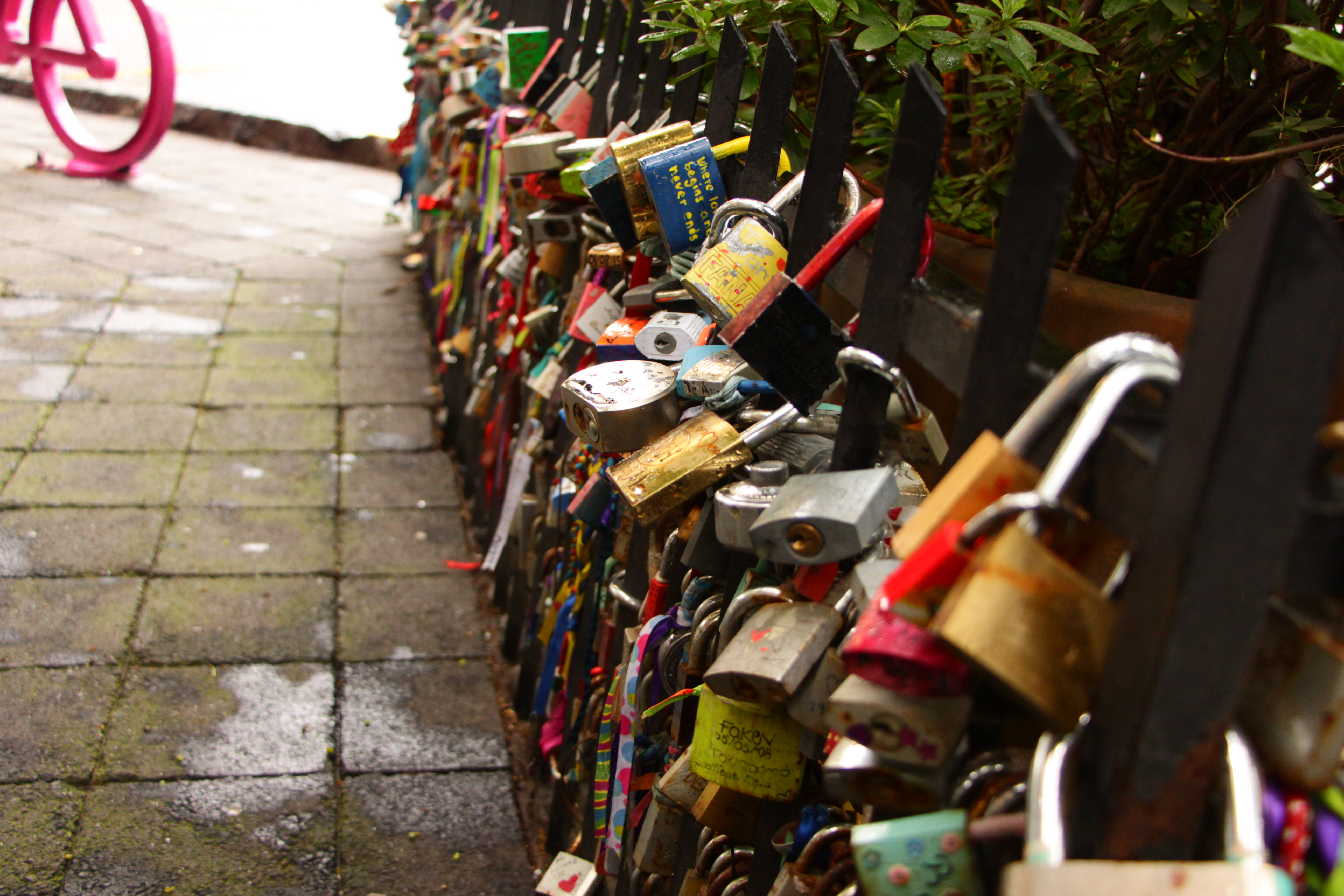
Candados de amor en el MODO

La reja de los Candados de Amor en el MODO es el sitio en México en el que la gente coloca candados con el nombre de su pareja como ha ocurrido en otras ciudades del mundo como Florencia y París. Fue creada como una iniciativa del museo MODO que se encuentra a un lado del lugar y consiste en dos enrejados que protegen los árboles y plantas ubicados frente al museo, en la esquina de las calles Colima y Córdoba en la Colonia Roma, de la Ciudad de México.

### Historia
El sitio se inauguró el 11 de febrero de 2011 para conmemorar el día de San Valentín. El MODO convocó a que las parejas manifestaran su amor colgando candados en las jardineras a un costado del museo. La práctica forma parte del "fenómeno Moccia", que es la colocación masiva de candados en puentes alrededor del mundo, tras el éxito del libro "Tengo ganas de ti" del autor italiano Federico Moccia, publicado en 2006.